# Campeonato Centro
Het Campeonato Centro was een jaarlijks gehouden voetbalcompetitie tussen de voetbalclubs van de Spaanse regio Madrid. Het toernooi werd van 1902 tot 1940 georganiseerd. Het toernooi werd georganiseerd door de Federación Madrileña de Foot-Ball. De winnaar van de Campeonato Centro plaatste zich voor de Copa del Rey, de Spaanse nationale beker.
In 1928 ging de Primera División van start, een nationale competitie waarvan de Madrileense clubs Real Madrid en Atlético Madrid medeoprichters waren. Na de komst van de Primera División werd het Campeonato Centro van minder groot belang. Nadat de competitie van 1936 tot 1939 niet was gehouden vanwege de Spaanse Burgeroorlog, werd de Campeonato Centro in 1940 onder het bewind van dictator Francisco Franco afgeschaft.
Alleen de Copa Catalunya wordt tot heden in dezelfde form gespeeld.

## Winnaars van het Campeonato Centro
- 1903 Moderno FC
- 1904 Club Español de Madrid
- 1905 Madrid FC
- 1906 Madrid FC
- 1907 Madrid FC
- 1908 Madrid FC
- 1909 Club Español de Madrid
- 1910 Madrid FC
- 1911 Sociedad Gimnástica Española
- 1912 Sociedad Gimnástica Española
- 1913 Madrid FC
- 1914 Sociedad Gimnástica Española
- 1915 Racing Club Madrid
- 1916 Madrid FC
- 1917 Madrid FC
- 1918 Madrid FC
- 1919 Racing Club Madrid
- 1920 Madrid FC
- 1921 Atlético Madrid
- 1922 Real Madrid
- 1923 Real Madrid
- 1924 Real Madrid
- 1925 Atlético Madrid
- 1926 Real Madrid
- 1927 Real Madrid
- 1928 Atlético Madrid
- 1929 Real Madrid
- 1930 Real Madrid
- 1931 Real Madrid
- 1932 Real Madrid
- 1933 Real Madrid
- 1934 Real Madrid
- 1935 Real Madrid
- 1936 Real Madrid
- 1937 niet gespeeld vanwege Spaanse Burgeroorlog
- 1938 niet gespeeld vanwege Spaanse Burgeroorlog
- 1939 niet gespeeld vanwege Spaanse Burgeroorlog
- 1940 Atlético Aviación Madrid